# Олд Шаттерхенд
Олд Шаттерхенд (англ. Old Shatterhand — старина «Разящая рука») — персонаж ряда произведений Карла Мая, праведный белый человек, друг индейцев. Советскому зрителю известен, главным образом, благодаря запоминающейся игре американского актёра Лекса Баркера в фильмах совместного производства ФРГ и СФРЮ (Югославии) 1960-х годов.

## Биография персонажа
Старину Шаттерхенда на самом деле зовут Карл (как и его автора). Он невысокого роста, блондин, курильщик (курит только сигары). Изначально он приехал в Америку из Европы для работы учителем. Однако вскоре он уже нанялся в железнодорожную компанию, занимающуюся исследованием американского запада. От знаменитого оружейника Александра Генри Карлу достались две превосходные винтовки (в разговорах с индейцами обыкновенно называемые «чудо-ружьями»). Прозвище Шаттерхенд («Разящая рука») пристало к Карлу после рукопашной схватки с индейцами кайова, в которой, презрев всякое оружие, Карл кладёт противников налево и направо своими богатырскими ударами. Немного позже, он попадает в плен к апачам, где своей силой и остроумием Шаттерхенд снова спасает себе жизнь. Там же он знакомится с Виннету — молодым вождём апачей, который становится тому кровным братом и берётся обучать европейца традициям американских индейцев. Они идут по жизни рука об руку в течениe четырнадцати лет. Старина Шаттерхенд хорошо образован для скитальца-охотника. Помимо английского, французского, испанского, итальянского он владеет языками апачей и навахо, сиу и дакота (всех племен сиу), команчей, ютов и кайова, а также шестью диалектами арабского и китайским. В своё время он много путешествовал по всему миру.

## Анализ личности
Как отмечает литературовед Томас Джайен, литературные приёмы Мая, с которым он изображал Шаттерхенда, заставляли читателей того времени верить в невымышленность данного персонажа. Олд Шаттерхенд — очень немецкий персонаж с настоящими протестантскими ценностями и мировоззрением, ведь в произведениях Мая не было места главному герою-католику. Потому старина Шаттерхенд поучает немецких и англосаксонских поселенцев, а также местных индейцев «тевтонской» мудрости и манерам. В своих произведениях Май создавал иллюзию отсутствия испаноговорящих на американском юго-западе. В его произведениях изредка проскакивает Санта-Фе, как место, где можно разжиться продовольствием и сигарами. Потому и старина Шаттерхенд лишь однажды мимолётом заезжал в Альбукерке, а испанцы были представлены как заносчивые и самовлюблённые снобы с налётом иберийского безразличия.
Как свидетельствует Ричард Крэкфорт, Виннету и Олд Шаттерхенд стали для европейцев (преимущественно немцев) XIX века универсальными символами западной колонизации Америки.
Научный фантаст Станислав Лем заключает: «Для двенадцатилетнего мальчика Олд Шаттерхенд — это воплощение всевозможных добродетелей, феномен интеллекта, авторитет в области антропологии, географии, военного искусства и непревзойденный знаток охоты, одним словом, ходячее совершенство».